# Малиново (Зав'яловський район)
Мали́ново (рос. Малиново) — присілок в Зав'яловському районі Удмуртії, Росія.
Населення — 163 особи (2010; 143 в 2002).
Національний склад станом на 2002 рік:
- росіяни — 71 %

Урбаноніми:
- вулиці — Кооперативна, Коротка, Лісова, Малинова, Нова, Овражна, Південна, Садова, Центральна